# 阿赫蒂·卡尔亚莱宁
阿赫蒂·卡勒·萨穆利·卡尔亚莱宁（芬蘭語：Ahti Kalle Samuli Karjalainen，1923年2月10日—1990年9月7日），芬兰政治家。农民同盟（后为中间党）成员，两次担任芬兰总理（1962-1963、1970-1971）。他也是芬兰在任时间最长的外长之一，被认为是在战后芬兰政治和经济最具影响力的人。

## 生平
1953年到1957年卡尔亚莱宁在芬兰银行担任董事，1958年当选为董事会主席。
从1957年开始卡尔亚莱宁历任第二财政部长、外交部长、贸易部长和工业部长等职务，1962年4月13日第一次组建政府，1963年12月18日因经济政策分歧政府解散。1966年当选议会议员，1970年7月15日-1971年10月29日组成第二届政府。
1979年卡尔亚莱宁担任芬兰银行副总裁，1979年到1982年代理董事长，1982年到1983年任总经理。1983年因酒后驾车被捕的丑闻而被解职。
卡尔亚莱宁在他担任外交部长期间因讲英语发音不准而备受批评。据说他在肯尼亚访问一家动物园时看到一个英语标识“All animals are dangerous”，并把它念成“所有动物都是tankerous”。从此他被戏称为“Tankero”。之后这种将英语单词用芬兰语的方式来发音的“Tankero笑话”成为芬兰文化中为人熟知的一部分。
1989年卡尔亚莱宁出书揭露帕沃·韦于吕宁为克格勃间谍维克多·弗拉基米罗夫工作。
1990年9月卡尔亚莱宁死于胰腺癌。